# Henri Frochot
Pour les articles homonymes, voir Frochot.
Joseph Emmanuel Henri Frochot, né le 25 décembre 1871 à Troyes (Aube) et mort le 12 août 1929 à Dôle (Jura), est un vice-amiral d'escadre français.
Il commande la Division navale d'Extrême-Orient de 1923 à 1925.

## Biographie
Il épouse le 12 février 1906 à Paris Marie Caroline Berryer (1884-1972), fille du Vice-amiral Lucien Joseph Berryer (1850-1927). Sa fille Madeleine (1909-2002) épousera Benoît LEJAY (1905-1941), Lieutenant de vaisseau qui décèdera dans le port de Beyrouth le 25 juin 1941.

## Décorations
- Grand officier de la Légion d'honneur (27 juin 1929)
- Croix de guerre 1914-1918
- Officier d'académie
- Chevalier commandeur de l'Ordre du Bain